# Stepan Bandera

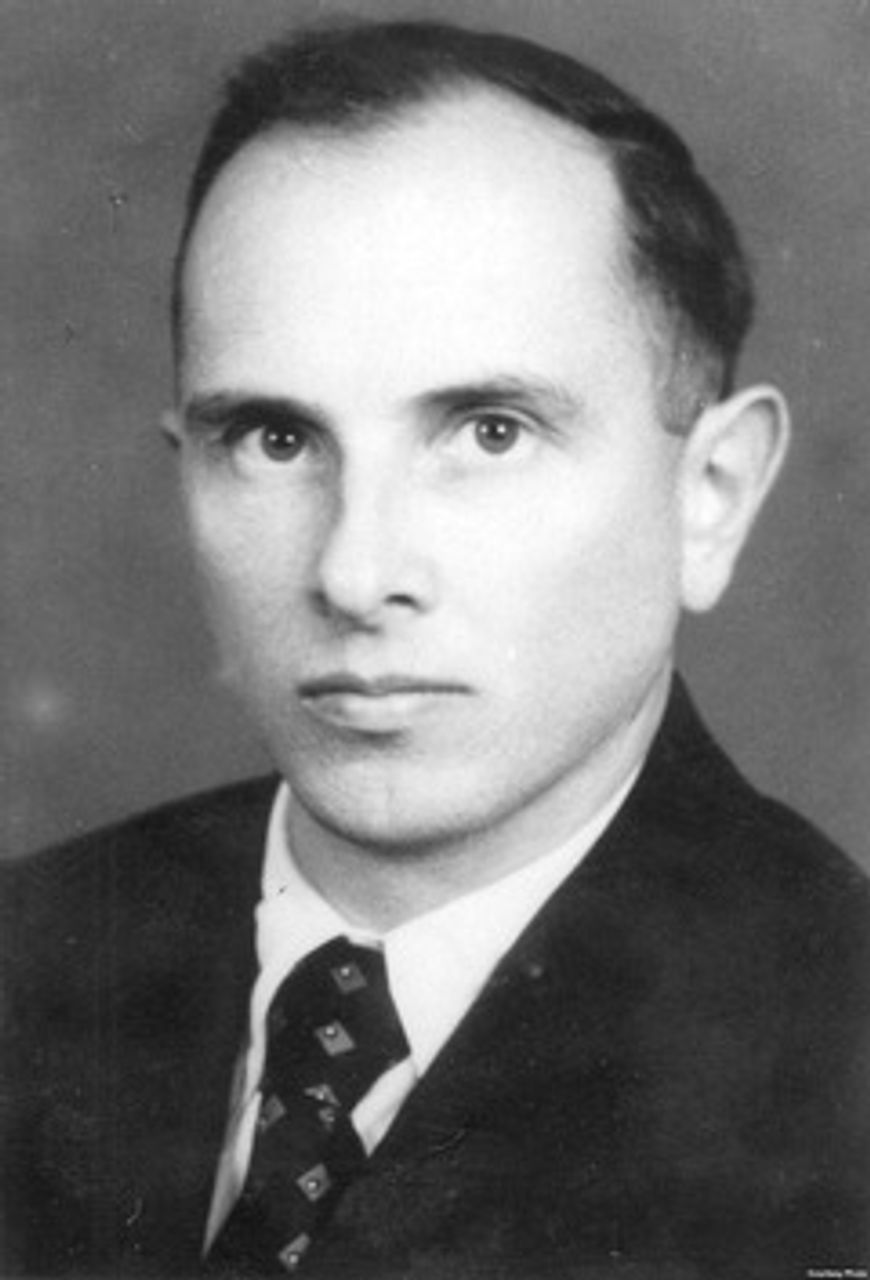
Stepan Bandera (ca. 1934)

Stepan Andrijowytsch Bandera (ukrainisch Степан Андрійович Бандера, wiss. Transliteration Stepan Andrijovyč Bandera; * 1. Januar 1909 in Staryj Uhryniw, Galizien, Österreich-Ungarn; † 15. Oktober 1959 in München) war ein nationalistischer ukrainischer Politiker und Anführer des Flügels der OUN, der OUN-B.
Im Jahre 1934 wurde Bandera in Polen wegen der Ermordung des polnischen Innenministers Bronisław Pieracki verurteilt, kam jedoch nach dem Beginn des Zweiten Weltkrieges frei. Er arbeitete anfangs mit der deutschen Wehrmacht zusammen und seine OUN-B-Milizen übernahmen nach dem Einmarsch der Wehrmacht in Lemberg teilweise die Polizeigewalt. Sie trugen maßgeblich zu den Pogromen gegen die jüdische Bevölkerung bei und bereiteten unter anderem Verhaftungen und Massenerschießungen vor. Nachdem andere Mitglieder der OUN einen unabhängigen Staat ausgerufen hatten und Bandera die Rücknahme der Erklärung verweigert hatte, inhaftierte die Gestapo Bandera von Juli 1941 bis September 1944 im KZ Sachsenhausen als Ehrenhäftling mit besseren Haftbedingungen, während zahlreiche seiner Anhänger verhaftet und in Konzentrationslager überstellt oder von der SS erschossen wurden. Nach dem Zweiten Weltkrieg floh Bandera zurück nach Deutschland und wurde in der Sowjetunion in Abwesenheit zum Tode verurteilt. Er wurde 1959 in München von einem KGB-Agenten ermordet.
Um Bandera wird ein Personenkult betrieben. Von manchen Historikern wird er dem Faschismus zugerechnet.

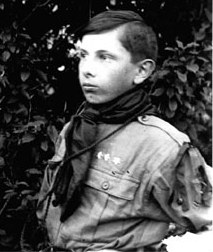
Stepan Bandera als Jugendlicher (1923)

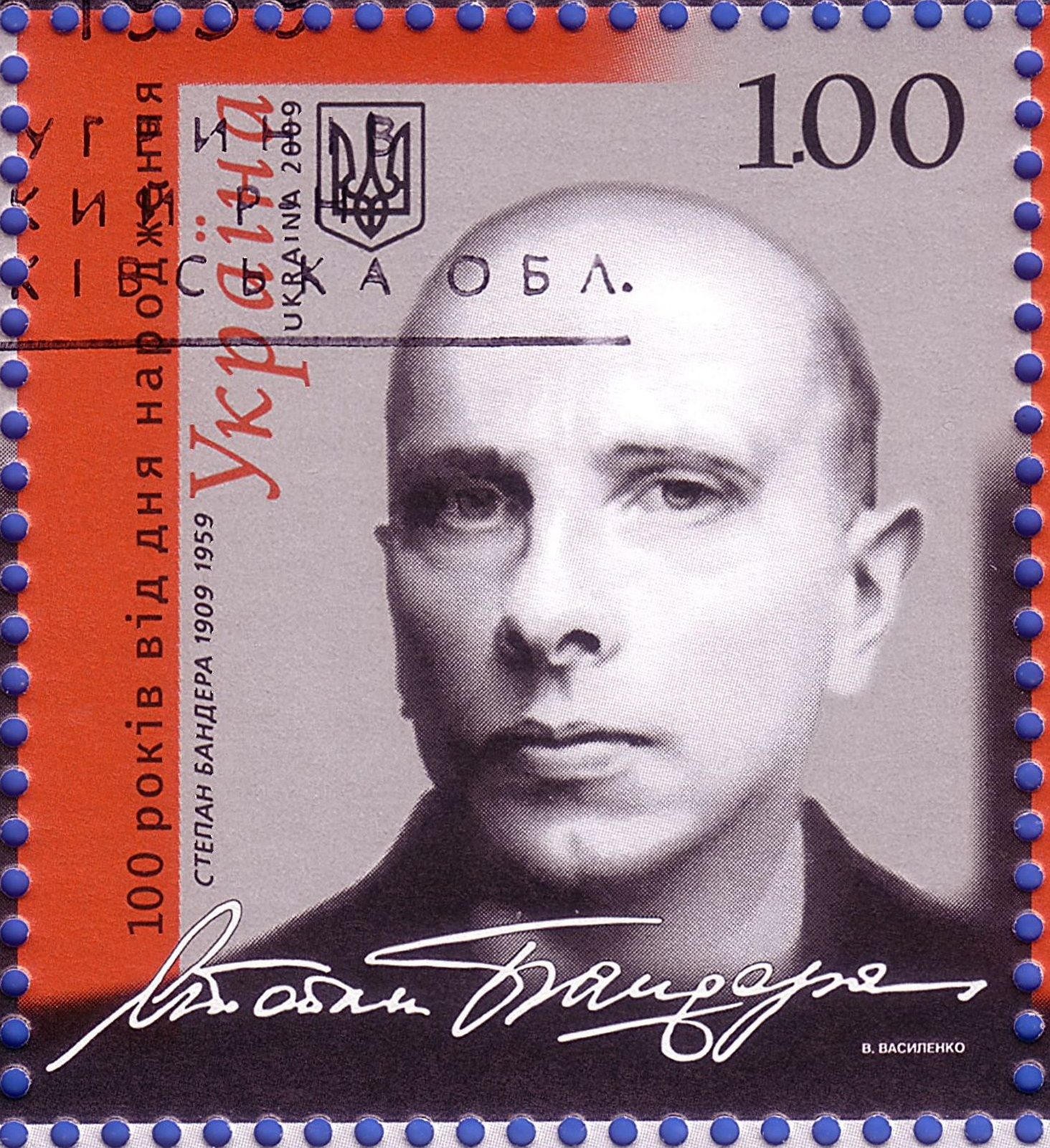
Ukrainische Briefmarke zum 100. Geburtstag (2009)

## Jugend
Stepan Bandera wurde 1909 in Staryj Uhryniw geboren, das damals als Uhrynów stary zum österreichischen Bezirk Kałusz in Galizien gehörte. Nach dem Ersten Weltkrieg und dem Zusammenbruch Österreich-Ungarns fiel das Gebiet an Polen. Beide Eltern stammten aus christlichen Familien, sein Vater Andrij war Priester der ukrainischen Griechisch-Katholischen Kirche. Seine Geschwister waren: Marta-Marija (1907–1982), Oleksandr (1911–1942), Wolodymyra Bandera-Dawydjuk (1913–2001), Wassyl (1915–1942), Oksana (1917–2008) und Bohdan (1919–1944). Der junge Bandera besuchte die Schule in Stryj. 1922 starb seine Mutter an Tuberkulose.

## Ukrainischer Nationalismus
Nach dem Schulabschluss studierte Bandera ab 1928 am Polytechnikum Lemberg (Lwiw), an dem zur damaligen Zeit Ukrainern nur wenige Veranstaltungen offenstanden. Er schloss sich der Organisation Ukrainischer Nationalisten (OUN) an, die von Andrij Melnyk geleitet wurde. Diese war 1929 gegründet worden, um gewaltsam Widerstand gegen die Polonisierung und die mit ihr einhergehende Diskriminierung der Ukrainer durch die Zweite Polnische Republik zu leisten. Mit ihrer Militanz und ethno-nationalistischen, undemokratischen Ideologie trug die OUN faschistische Züge. Bandera beteiligte sich an Attentaten der OUN auf polnische Politiker und Ukrainer, denen sie Kollaboration vorwarf. Bandera stieg in der OUN schnell auf und gehörte bereits Anfang der 1930er Jahre zu deren Führungskader. Im Jahre 1934 wurde er zum Tode verurteilt, weil man ihm eine Beteiligung an der Ermordung des polnischen Innenministers Bronisław Pieracki vorwarf. Diese Strafe wurde jedoch in lebenslange Haft umgewandelt.

## Zweiter Weltkrieg
Im September 1939, nach dem Beginn des Zweiten Weltkrieges und der Besetzung Ostpolens durch die Sowjetunion, kam er wieder frei. Die Gründe für seine Freilassung sind unklar.
Bandera begab sich in das von Deutschland besetzte Krakau, wo er unter dem Decknamen Konsul II mit dem Nachrichtendienst der Wehrmacht zusammenarbeitete, der sich davon ein Zusammenwirken mit der OUN erhoffte. Im Generalgouvernement wurden so vor Beginn des Krieges gegen die Sowjetunion unter deutscher Aufsicht Kampfverbände wie das Bataillon Nachtigall aus den Reihen der OUN gebildet.
Aufgrund von Differenzen zwischen Bandera und Andrij Melnyk kam es 1940 zur Spaltung der OUN. Während Melnyk fortan die konservative OUN-M unterstand, leitete Bandera die revolutionäre und radikal antisemitische OUN-B (das B steht für banderiwzi, also „Banderisten“ oder „Bandera-Leute“). Sie sprach sich für eine sofortige Unabhängigkeit der Ukraine aus und bekämpfte die Melnyk-Anhänger blutig.
Nach dem Einmarsch der deutschen Wehrmacht in Lwiw (Lemberg) proklamierte Banderas Stellvertreter Jaroslaw Stezko am 30. Juni 1941 eine unabhängige Regierung der Westukraine. Durch OUN-B aufgestellte Milizen übernahmen teilweise die Polizeigewalt und waren maßgeblich an Pogromen gegen die jüdische Zivilbevölkerung beteiligt, die durch einen wenige Tage zuvor von Einheiten des sowjetischen NKWD an etwa 4000 ukrainischen Häftlingen begangenen Massenmord angeheizt wurden. Die Miliz bereitete durch Verhaftungen die Massenerschießung von 3000 Juden durch die Einsatzgruppe C der deutschen Sicherheitspolizei am 5. Juli 1941 vor. Bandera selbst hielt sich an dem Tag laut Erkenntnissen ukrainischer Historiker allerdings nicht in Lemberg, sondern in Krakau auf; ob er in den Pogrom involviert war, ist bis zur Gegenwart umstritten.
Da ein unabhängiger ukrainischer Staat nicht den Vorstellungen der Nationalsozialisten entsprach, wurde Bandera im Juli 1941 verhaftet und im sogenannten Zellenbau des Konzentrationslagers Sachsenhausen inhaftiert, in dem unter anderem auch der ehemalige österreichische Kanzler Kurt Schuschnigg festgehalten wurde. Während zwei von Banderas Brüdern, Oleksandr und Wassyl, im KZ Auschwitz unter ungeklärten Umständen ums Leben kamen, angeblich von polnischen Mithäftlingen erschlagen, genoss Bandera selbst in Sachsenhausen einen Sonderstatus als so genannter Ehrenhäftling. So bewohnte er eine größere möblierte Zelle mit getrenntem Schlaf- und Wohnbereich, Bildern an den Wänden und Teppich auf dem Boden. Laut in der Gedenkstätte des KZ-Sachsenhausen aufbewahrten Protokollen hatte Bandera zudem sechs Untergebene und fuhr mehrmals nach Berlin, vermutlich in die Gestapo-Zentrale.
Nach Grzegorz Rossoliński-Liebe war Bandera ein „überzeugter Faschist“. Er weist Bandera für die während seiner Abwesenheit 1943/44 verübten Massaker in Wolhynien und Ostgalizien eine zumindest „moralische Verantwortung“ zu. „Vor dem Krieg machte er (Bandera) kein Geheimnis daraus, dass ‚nicht nur Hunderte, sondern Tausende Menschenleben geopfert werden müssen‘, damit die OUN ihre Ziele realisieren und ein ukrainischer Staat entstehen könne. Die Massengewalt beziehungsweise die ‚Säuberung‘ der Ukraine von Juden, Polen, Russen und anderen ‚Feinden‘ der Organisation war ein zentraler Bestandteil seiner Ziele.“
Ab Mitte 1941 säuberte die deutsche Besatzung lokale Polizeieinheiten und Verwaltungen von Anhängern der OUN, zahlreiche ihrer Mitglieder wurden verhaftet und in Konzentrationslager verbracht oder von der SS hingerichtet. Die OUN zögerte dennoch, auf die Verfolgungswelle mit Gewalt zu antworten, da sie weiterhin in der Sowjetunion den Hauptfeind sah. Erst 1942 gründete sie nach Auffassung Kai Struves in Wolhynien die Ukrainische Aufständische Armee (Ukrajinska Powstanska Armija, UPA), die 1943 mit dem Widerstand gegen die Deutschen begann. Nach Ansicht von Per Anders Rudling war die UPA jedoch vorher bereits von Taras Borowez und seinen Anhängern gegründet und in den Widerstand geführt worden. Banderas Anhänger – die zum Teil sehr tief in den Holocaust verstrickt gewesen seien – hätten sie lediglich mit Gewalt übernommen und dabei auch Anführer der UPA ermordet. Nach der Niederlage der Deutschen in Stalingrad begann die nun von der OUN-B geführte und radikalisierte UPA eine Terrorkampagne gegen alle Nicht-Ukrainer und tötete sowohl Juden wie Polen und Deutsche.
Nach einem Bericht des NDR arbeitete die von der OUN kontrollierte UPA zum Teil eng mit der hauptsächlich aus ukrainischen Freiwilligen bestehenden Waffen-SS-Division „Galizien“ zusammen. Bandera ließ sich zwar mit deutschen Waffen versorgen, kämpfte jedoch vor allem für die ukrainische Unabhängigkeit. Daher verbündete er sich zeitweilig mit sowjetischen Partisanen gegen die Deutschen, dann wieder mit der antikommunistischen polnischen „Heimatarmee“ gegen die Rote Armee.
Am 25. September 1944 wurde Bandera aus der Haft entlassen. Er sollte ein ukrainisches Nationalkomitee gründen und an der Seite der Nationalsozialisten Aktionen des ukrainischen Widerstandes gegen die Rote Armee lenken. Wegen des raschen sowjetischen Vormarsches kam es nicht mehr dazu. Im Dezember 1944 lehnte Bandera die von den Nationalsozialisten angebotene Zusammenarbeit ab. Die UPA löste sich nach dem Ende des Zweiten Weltkrieges in rivalisierende Gruppen auf, die bis zum Ende der 1950er Jahre aktiv waren.

## Exil und Ermordung durch das KGB

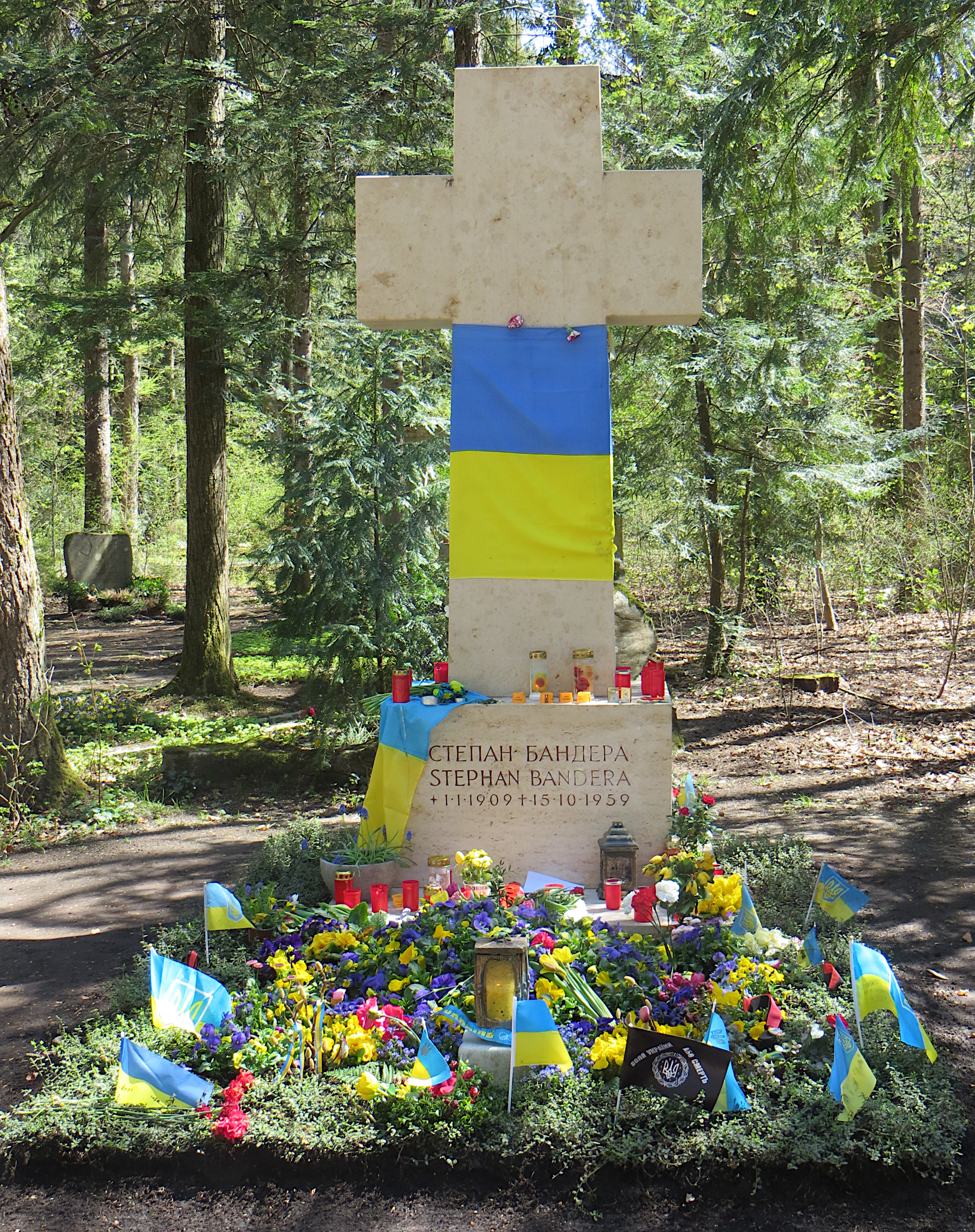
Grab auf dem Waldfriedhof in München im April 2022

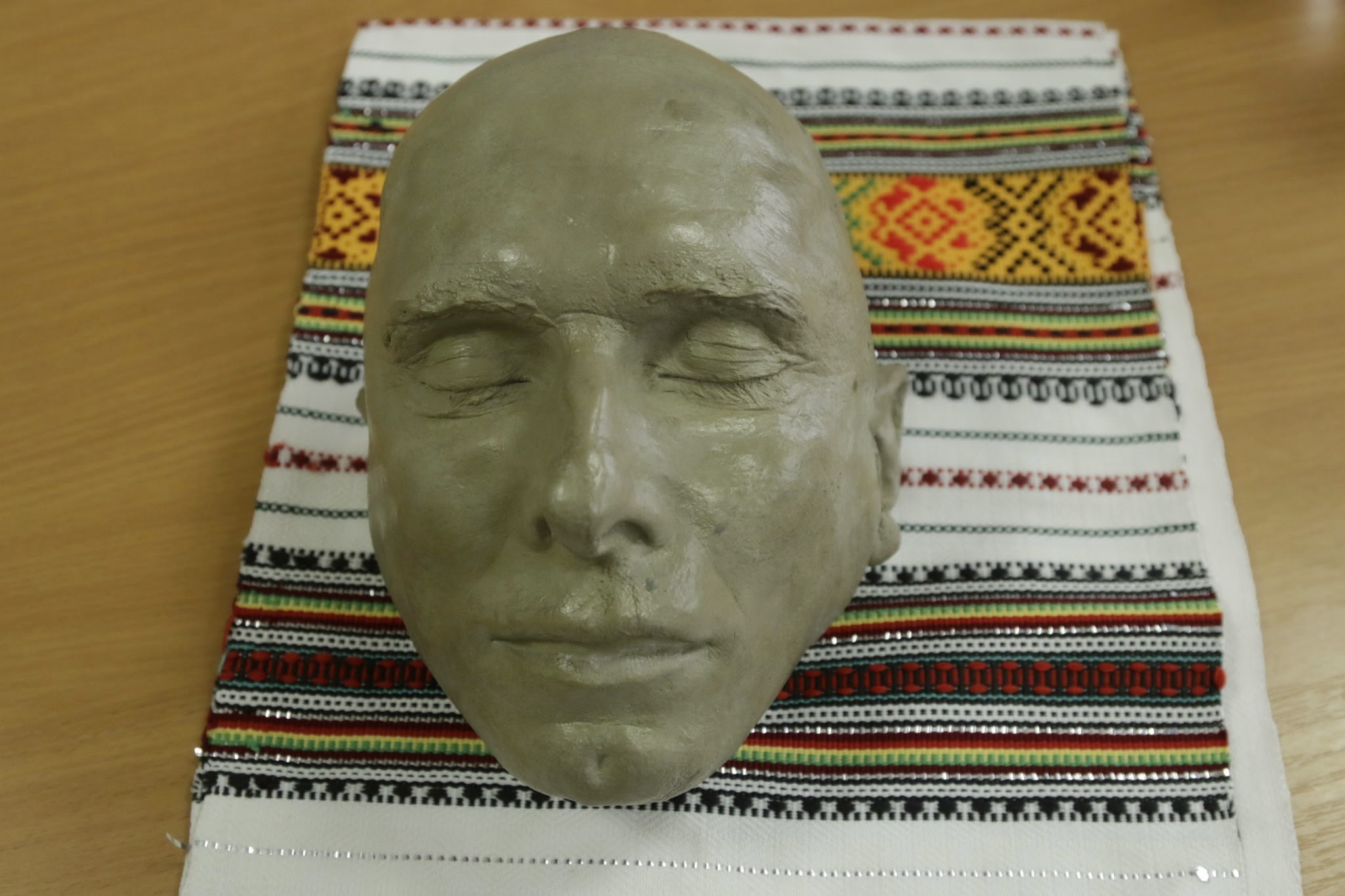
Totenmaske

Im Herbst 1946 flüchtete Bandera über Österreich nach München, wo er sich unter dem Namen Stefan Popel jahrelang vor dem sowjetischen Geheimdienst KGB versteckte, da er in der Sowjetunion wegen seiner antisowjetischen Aktionen in Abwesenheit zum Tode verurteilt worden war. 1946 gründete er die Auslandsstelle der OUN, eine weitere Abspaltung, da er sich weigerte, das Bekenntnis zu Rede- und Gedankenfreiheit sowie Minderheitenrechten mitzutragen, das die OUN-B im Sommer 1943 abgegeben hatte.
1947 wurde Bandera im Exil Vorsitzender der OUN und blieb dies bis zu seinem Tod.
Der KGB-Agent Bogdan Staschinski ermordete ihn am 15. Oktober 1959 im Eingang seines Wohnhauses in der Kreittmayrstraße 7 mit einer pistolenähnlichen Waffe, die Blausäuregas versprühte. Bandera wurde lebend aufgefunden und starb wenig später; seine Leiche wurde von dem Münchner Rechtsmediziner Wolfgang Spann obduziert. Er wurde am 20. Oktober auf dem Münchener Waldfriedhof bestattet.
Als Auftraggeber des Mordes wurde der KGB identifiziert. Der Täter stellte sich und wurde am 19. Oktober 1962 zu einer Freiheitsstrafe von acht Jahren verurteilt. Bandera war nicht der einzige ukrainische Exil-Nationalist, der vom KGB getötet wurde: Jewhen Konowalez wurde 1938 in Rotterdam mit einer Sprengfalle und Lew Rebet 1957 ebenfalls von Bogdan Staschinski in München getötet.
Banderas Frau Jaroslawa, mit der er seit Juni 1940 verheiratet war, und ihre drei Kinder Natalia (1941–1985), Andrei (1944 oder 1946–1984) sowie Lesya (1947–2011) wanderten nach Toronto (Kanada) aus.

## Nachwirkung

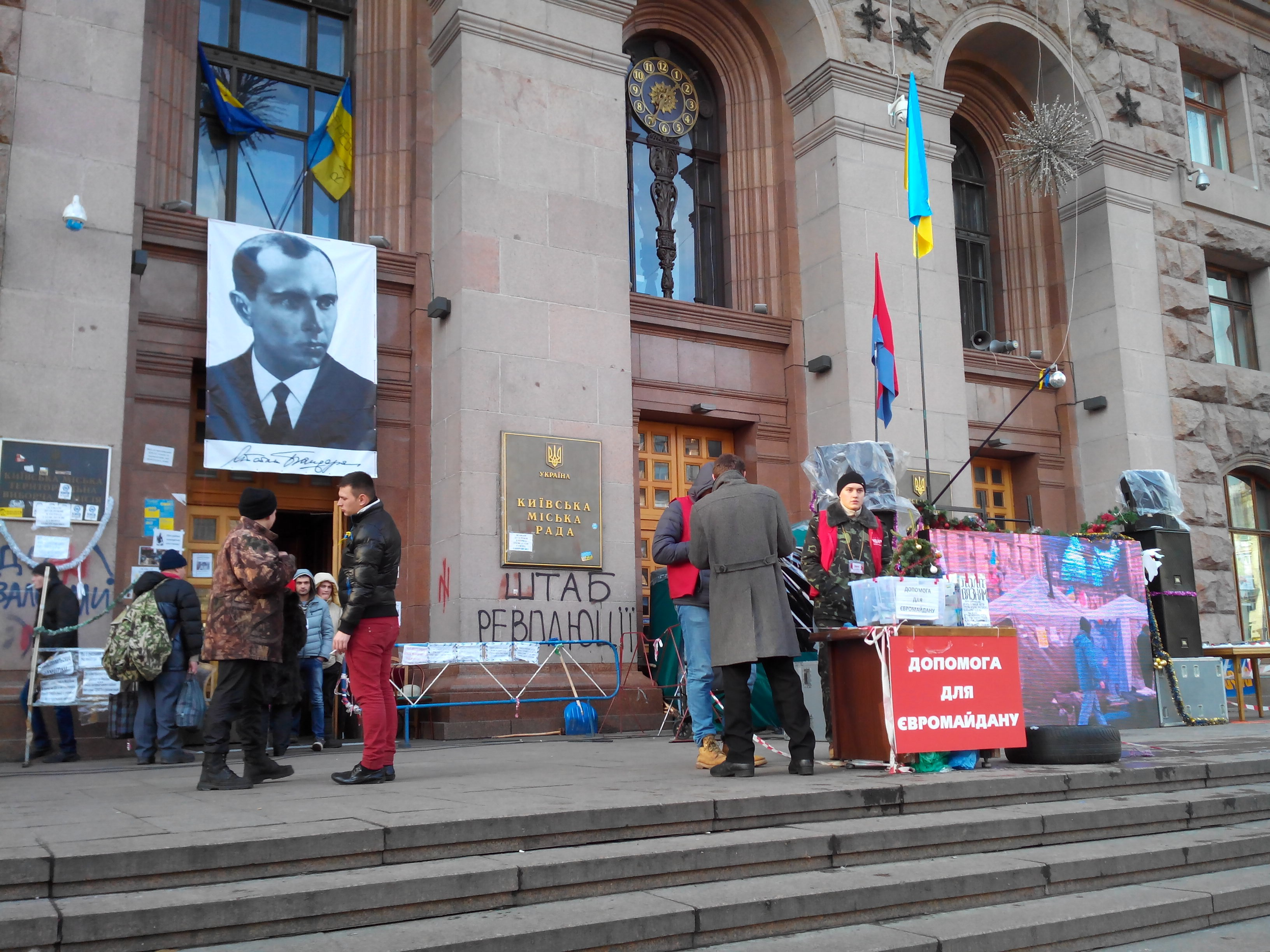
Porträt Banderas am Rathaus Kiew während des Euromaidan am 14. Januar 2014

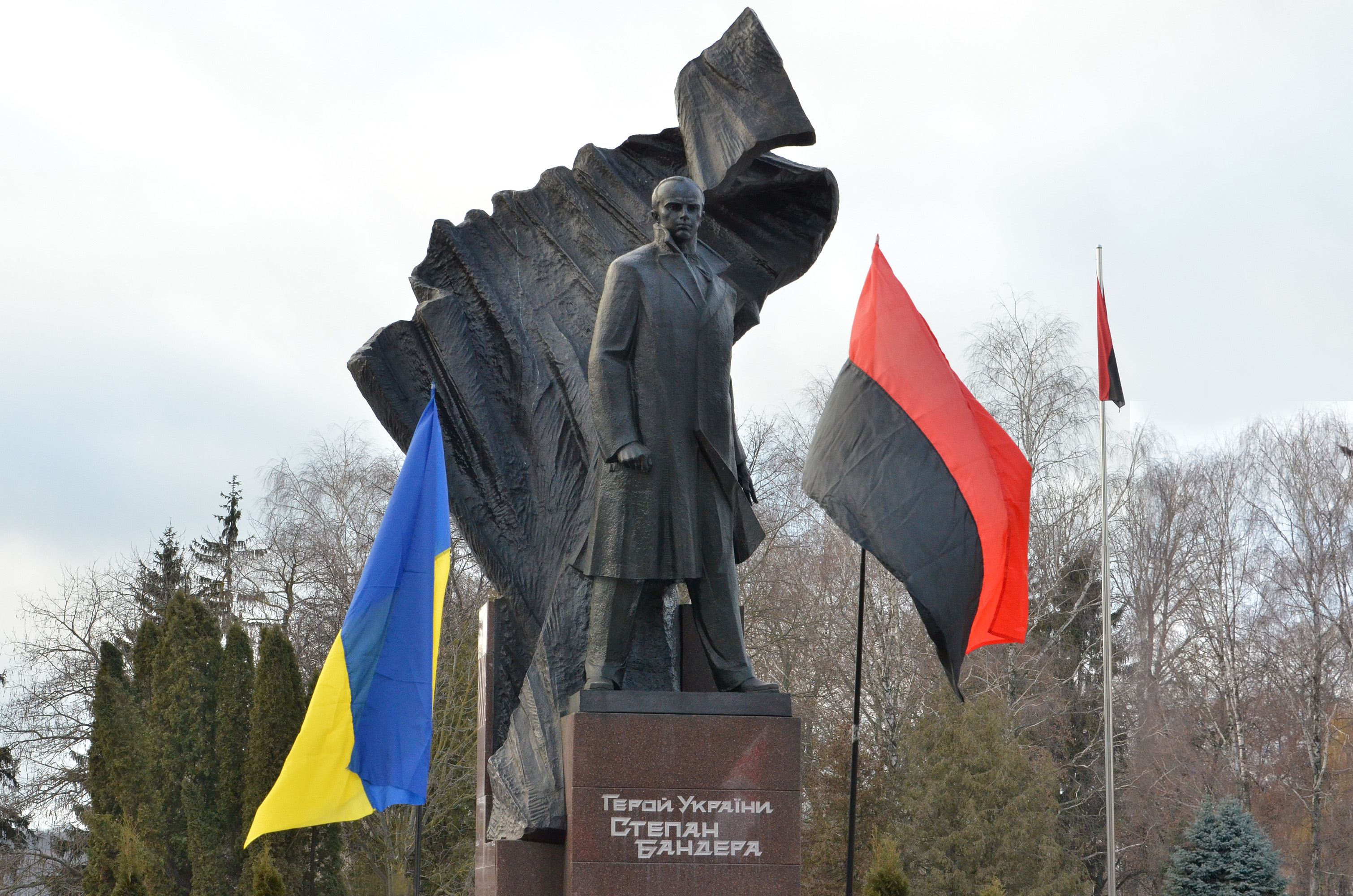
Stepan-Bandera-Statue in Ternopil, 1. Januar 2017

Die Beurteilung von Bandera ist in der Ukraine sehr umstritten. Vor allem im Westen der Ukraine wird Bandera heute von breiteren Bevölkerungsschichten als Nationalheld verehrt; dort gibt es auch Hunderte nach ihm benannte Straßen, viele lebensgroße Statuen und Büsten, einige monumentale Denkmäler sowie mehrere Museen zu seinen Ehren. Hier gilt Bandera als Märtyrer.
Die nationalistische Allukrainische Vereinigung „Swoboda“ sowie die rechtsextreme Organisation Prawyj Sektor berufen sich ebenfalls auf Bandera. Die Anhänger des Fußballvereins Karpaty Lwiw zeigen bei Heimspielen ihres Vereins regelmäßig große Transparente mit seinem Konterfei. Umfragedaten zeigen, dass die Bandera-Verehrung ausschließlich auf den Westen begrenzt ist. Im Zentrum und im Südosten des Landes ist die Zustimmung zu Bandera mit wenigen Ausnahmen sehr niedrig.
In der Ostukraine, aber auch in Polen, Russland und Israel gilt Bandera hingegen überwiegend als Verbrecher und NS-Kollaborateur. Die Historiker Grzegorz Rossoliński-Liebe und Per Anders Rudling bezeichnen Bandera als (überzeugten) Faschisten. Der Philosoph und Politikwissenschaftler Alexander Zipko lehnt diese Bezeichnung ab; philosophisch gesehen sei der ukrainische Nationalismus (während des Bestehens der USSR und des Reichskommissariats Ukraine) aufgrund eines fehlenden Überlegenheitsgefühls und wegen eines Minderwertigkeitskomplexes nicht vergleichbar mit dem deutschen Faschismus gewesen. Das Narrativ von ukrainischen Kollaborateuren und „Banderisten“ sei in der Sowjetunion und im postsowjetischen Russland gepflegt worden. Hieran könne die russische Propaganda ab 2014 mit ihrer Inszenierung des Kriegs gegen die Ukraine als Neuauflage des Kriegs gegen „die ukrainischen Faschisten“, anknüpfen: Die ukrainische Führung wird dabei als „geistige Erben Banderas, des Handlangers von Hitler im Zweiten Weltkrieg“, dargestellt.

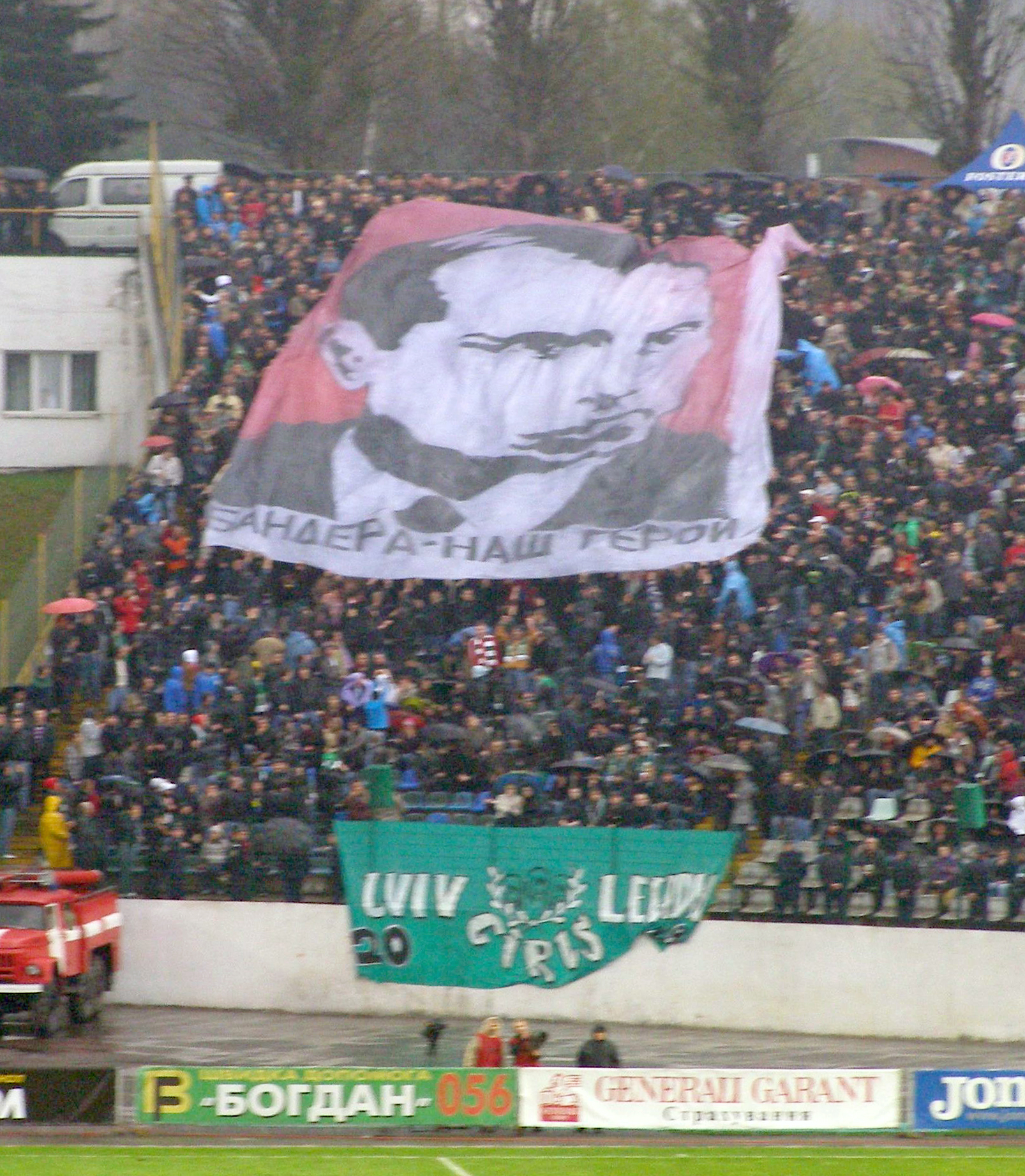
Anhänger von Karpaty Lwiw halten ein Transparent mit der Aufschrift „Bandera – unser Held“ (2010)

Im Januar 2010 verlieh der damalige ukrainische Präsident Wiktor Juschtschenko Bandera postum den Ehrentitel Held der Ukraine. Die damalige Ministerpräsidentin Julia Timoschenko von der Vaterlandspartei sprach Juschtschenko in dieser Angelegenheit ihre Unterstützung aus. Die polnische und russische Regierung sowie einige andere Institutionen protestierten gegen diese Ehrung. Das Europäische Parlament äußerte die Hoffnung, dass der neue Präsident der Ukraine diesen Präsidialerlass revidiere. Das Simon-Wiesenthal-Zentrum verurteilte die Ehrung und wies darauf hin, dass Bandera Mitschuld am Tod von Tausenden Juden trage.
Im März 2010 kündigte der neue Präsident der Ukraine, Wiktor Janukowytsch, an, dass Juschtschenkos Erlass außer Kraft gesetzt werde.
Im Januar 2011 wurden gerichtliche Entscheidungen, den Titel wieder abzuerkennen, schließlich rechtskräftig.
Die Pressestelle des Blok Juliji Tymoschenko kritisierte die Gerichtsentscheidung als politisch. Die Aberkennung sei zudem ein Bruch von Wahlversprechen Janukowytschs.
Durch einen Beschluss des Stadtparlaments vom Juli 2016 wurde der Kiewer „Moskauer Prospekt“ in „Stepan-Bandera-Prospekt“ (Проспект Степана Бандери) umbenannt.

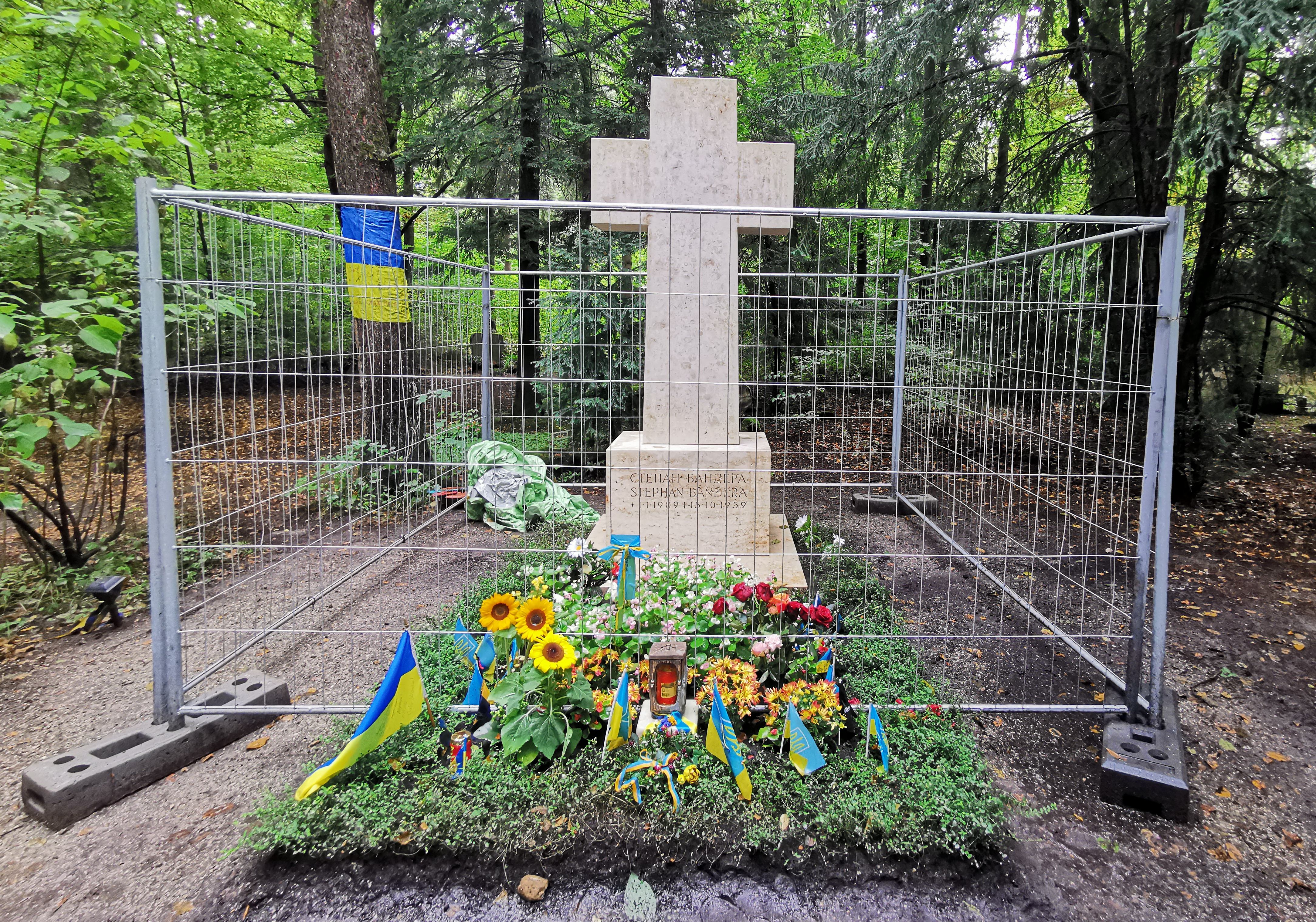
Grabstein nach dem Farbanschlag und Reinigung (2022)

Banderas Grab in München wurde in der Nacht auf den 17. August 2014 – während des Kriegs in der Ukraine – von Unbekannten verwüstet.
Von russischer Seite wird seit dem Beginn des Krieges in der Ukraine der Bandera-Kult staatlicher ukrainischer Stellen dazu genutzt, die durch die Revolution 2014 an die Macht gekommenen demokratischen Parteien und Politiker pauschal als „Faschisten“ zu verunglimpfen. Auch im Juli 2022, also nach dem russischen Überfall auf die Ukraine 2022, ist der Grabstein von Unbekannten beschmiert worden.
Die erste umfassende und wissenschaftliche Biographie Banderas und damit einhergehend die erste eingehende Studie des um ihn entstandenen Kults erschien 2014, geschrieben von Grzegorz Rossoliński-Liebe. 2017 legte Lutz C. Kleveman eine Darstellung zum Thema vor, die zur Rolle Banderas eine bislang nicht erfolgte, notwendige Auseinandersetzung mit der eigenen Kollaborations-, Faschismus- und Antisemitismus-Geschichte in der Ukraine anmahnt. Die von Bandera ausgerufene unabhängige Ukraine war mitnichten im Sinne Hitlers, doch benutzte er die ukrainischen Nationalisten und ließ aus Banderas Milizen eine ukrainische Hilfspolizei gründen. Kollaboration spielt auch im Zusammenhang mit sowjetischen Kriegsgefangenen eine große Rolle. Wie in Deutschland wurde auch in Lemberg (Lwiw) ihr Schicksal lange verschwiegen. In der Zitadelle über der Stadt, in der sich jetzt ein Luxushotel befindet, starben über 140.000 sowjetische Kriegsgefangene, weil die deutschen Besatzer sie verhungern ließen.
Unter dem 2019 ins Amt gewählten Präsidenten Wolodymyr Selenskyj ist der Versuch eines Wandels in der Geschichtspolitik festzustellen; sie hat sich jedoch nicht völlig verändert, da der neue Kulturminister politisch ähnlich denkt wie sein Vorgänger. Dies bedeutet auch, dass die nach Bandera und Schuchewytsch benannten Straßen in Kiew ihren Namen behalten. Die Heroisierung der OUN spielt in der offiziellen Erinnerung eine weniger große Rolle; stattdessen werden Persönlichkeiten in den Vordergrund gerückt, mit denen sich alle Ukrainer unabhängig von ethnischer Zugehörigkeit und politischer Ausrichtung identifizieren können.
Öffentliche Aufmerksamkeit erregte der ukrainische Diplomat Andrij Melnyk, der 2015–2022 in Deutschland als Botschafter tätig war, als er direkt nach seinem Amtsantritt in Deutschland am 27. April 2015 das Grab Banderas in München besuchte und dort Blumen niederlegte. Danach twitterte er, Bandera sei „unser Held“.  Der Staatsminister im Auswärtigen Amt Michael Roth (SPD) teilte dazu im Mai 2015 mit, dass Melnyk die Position der Bundesregierung dazu hinlänglich bekannt sei. Die Bundesregierung verurteile die von der Organisation Ukrainischer Nationalisten (OUN) teilweise unter Leitung Banderas begangenen Verbrechen an polnischen, jüdischen und ukrainischen Zivilisten und Amtsträgern. Dabei sei sie sich bewusst, dass ein erheblicher Anteil an diesen Verbrechen in Kollaboration mit deutschen Besatzungstruppen begangen worden sei.
Erneut für öffentliche Aufmerksamkeit bezüglich seiner Haltung zu Bandera sorgte Andrij Melnyk 2022, als er Bandera in einem Gespräch mit dem Journalisten Tilo Jung in Schutz nahm und dessen Verwicklung in den Holocaust in der Ukraine sowie an den Massakern an Polen in Wolhynien und Ostgalizien verneinte und argumentierte, es gebe keine Beweise für eine Verwicklung Banderas. Melnyks Aussagen wurden sowohl in Deutschland als auch in Polen und Israel äußerst negativ aufgenommen und die Ukraine distanzierte sich von diesen. Zehn Tage nach dem Interview wurde Melnyk von seinem Posten als Botschafter abberufen, wobei laut offizieller Verlautbarung aus Kiew kein Zusammenhang zwischen seinen Äußerungen und der Abberufung bestünde.

## Film, Fotografie, Theater
- Die Ermordung Banderas wurde 1966 von Rudolf Jugert als Folge 15 der ZDF-Fernsehserie Die fünfte Kolonne unter dem Titel Mord auf Befehl verfilmt. Die Rolle Banderas wurde mit Max Strassberg besetzt, die von Staschinski mit Josef Fröhlich.
- Der Fotograf Mikhail Palinchak erstellte 2014 für das ukrainische „Reporter Magazin“ ein Foto-Essay „Bandera“.[57]
- Das Berliner Maxim-Gorki-Theater zeigte 2018 in der Reihe „Mythen der Wirklichkeit“ die Rap-Oper „Bandera“ von Marina Frenk und Yuriy Gurzhy.[58]